# Claudionor Couto Roriz
Claudionor Couto Roriz (Jardim, 2 de abril de 1939 – Fortaleza, 16 de dezembro de 2015) foi um médico e político brasileiro que foi senador por Rondônia.

## Dados biográficos
Filho de Antônio Roriz e Júlia Couto Roriz. Formado em Medicina na Universidade Federal de Pernambuco em 1970 com especialização em Cirurgia Geral, chegou em Rondônia em 1972 trabalhando para a Secretaria de Saúde. Filiado ao PDS foi eleito senador via sublegenda em 1982, mas como foi eleitor de Tancredo Neves Colégio Eleitoral em 1985, ingressou no PMDB e a seguir no PFL e quatro meses depois assumiu o cargo de secretário de Saúde no governo Ângelo Angelim, numa licença que permitiu a convocação de seu suplente, Alcides Paio, em 24 de maio de 1985. Candidato a deputado estadual pelo PSB em 1986, não foi eleito.
Voltou a Jardim onde perdeu a eleição para vereador pelo PDT em 1992. Proprietário do Hospital Geral de Endemias Doutor Juvenal Pinto desde 1993 e também funcionário da Fundação Nacional de Saúde, faleceu na capital cearense. Seu irmão, Wilson Roriz, foi eleito deputado federal pelo Ceará em 1962.